# École de photographie

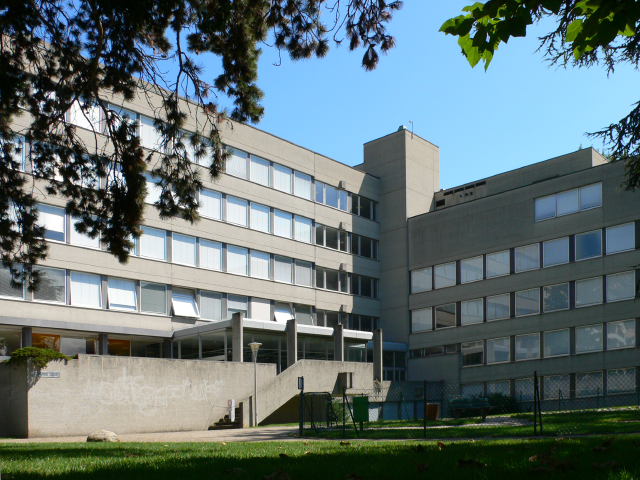
Centre d’enseignement professionnel de Vevey, Sitz der École de photographie

Die École de photographie ist eine schweizerische Ausbildungsstätte für Fotografie in Vevey.
Die Schule wurde 1945 durch Übernahme der privaten Fotoschule von Gertrude Fehr gegründet.
Die Fotografieschule ist eine Abteilung der École supérieure d’arts appliqués am Centre d’enseignement professionnel de Vevey.

## Bekannte Absolventen
- Luc Chessex
- Fatoumata Diabaté
- Jürg Hassler
- Alexander Klee
- Francis Reusser
- Horst Tappe
- Yves Yersin